# 파라브라흐만

옴은 궁극적인 실재인 브라흐만의 본질을 의미한다.

파라브라흐만 또는 파람브라흐만(산스크리트어: परब्रह्म)은 힌두 철학에서 모든 묘사와 개념화를 초월한 "지고의 브라흐만"이다. 이는 형태 또는 무형을 초월하여 (그것이 마야가 없다는 의미에서) 우주 어디에나, 모든 것을 영원히 편재하며, 그 너머에 존재하는 것으로 묘사된다.
파라브라흐만은 다양한 방식으로 개념화된다. 불이일원론 전통에서 파라브라흐만은 니르구나 브라흐만, 즉 속성 없는 절대자의 동의어이다. 반대로 드바이타 베단타와 비시슈타드바이타 베단타 전통에서는 파라브라흐만을 사구나 브라흐만, 즉 속성을 가진 절대자로 정의한다. 비슈누파, 시바파, 샤크티파에서는 각각 비슈누, 시바, 아디 샤크티가 파라브라흐만이다. 가나파티아 종파는 마하가나파티를 파라브라흐만으로 여기고, 카우마람은 카르티케야를 파라브라흐만으로 여긴다.

## 어원
파라(Para)는 산스크리트어로 어떤 맥락에서는 "더 높은"을, 다른 맥락에서는 "가장 높거나 지고한"을 의미한다.
힌두교에서 브라흐만은 우주의 궁극적인 실재인 절대자를 의미한다. 힌두 철학의 주요 학파에서는 그것이 존재하는 모든 것의 비물질적이고 효율적이며 형식적이고 최종적인 원인이다. 브라흐만은 베다에서 발견되는 핵심 개념이며 초기 우파니샤드와 불이일원론 문헌에서 광범위하게 논의된다.

## 불이일원론
불이일원론에서 파라브라흐만은 니르구나 브라흐만, 즉 형태나 속성이 없는 브라흐만으로 정의된다. 이는 초월적인 브라흐만과 자신이 동일함을 완전히 아는 상태, 즉 정신적-영적 깨달음(즈냐나 요가)의 상태이다. 이는 사랑스러운 자각의 상태인 사구나 브라흐만(바크티 요가)과 대조된다. 불이일원론은 브라흐만이 신성하며, 신성이 브라흐만이고, 이것이 아트만 (자신의 영혼, 내면의 자아)과 니르구나(무속성), 무한, 사랑, 진실, 지식, "존재-의식-지복"과 동일하다고 비이원론적으로 주장한다.
엘리엇 도이치에 따르면, 니르구나 브라흐만은 자신의 영혼과 브라흐만 사이의 모든 이원론적 구분이 지워지고 극복되는 "존재 상태"이다. 이와 대조적으로, 사구나 브라흐만은 자신의 영혼과 브라흐만 사이의 이원성이 받아들여진 후에 구분이 조화되는 상태이다.
불이일원론은 주관적인 경험이 또한 지식의 "대상"이자 현상적인 실재가 되는 비이원론적 경험의 특징들을 설명한다. 절대 진리는 주관이자 객관이므로 질적인 차이가 없다.
- 진리를 아는 자들은 지식 그 자체를 실재라고 선언한다. 즉, 이원성(주체와 객체의 구분)을 허용하지 않는 지식, 달리 말해 분할할 수 없고 둘도 없는 하나이며, 브라흐만(절대자), 파라마트마(지고한 영 또는 초영), 바가반(신)과 같은 다른 이름들로 불리는 지식이다. (바가바타 푸라나 1.2.11)[15][note 1]
- "지상 브라흐만을 깨닫는 자는 지고한 행복을 얻는다. 그 지상 브라흐만은 영원한 진리(satyam)이며, 전지(jnanam)하며, 무한(anantam)하다." (타이티리야 우파니샤드 2.1.1)[note 2]

우파니샤드는 지고한 브라흐만이 영원하고, 의식적이며, 지복의 사트치타난다라고 말한다. 이 진리를 깨닫는 것은 이 진리가 되는 것과 같다.
- "그 하나는 지복이다. 지복의 존재, 기쁨의 저장고를 인지하는 자는 영원히 지복이 된다." (타이티리야 우파니샤드 2.7.1–2)[note 3]
- "진정으로 지고한 존재를 지복으로 알라." (브리하드아란야카 우파니샤드 2.9.28)

## 비슈누파
비슈누파에서 비슈누는 파라브라흐만으로 간주되며, 특히 그의 마하비슈누 형태에서 그러하다. 그는 또한 야주르베다의 나라야나 수크타에 따르면 파라마트만으로 묘사된다.
마하바라타는 비슈누를 파라브라흐만으로 묘사하며, 푸루샤와 프라크리티 둘 다와 동일시된다. 바가바타 푸라나에서는 나라야나가 파라 브라흐만으로 묘사된다.
슈다드바이타에서 발라바는 크리슈나를 파라브라흐만으로 칭송하며 크리슈나를 "우파니샤드의 브라흐만, 스므리티의 파라마트만, 그리고 바가바타의 바가반"으로 간주한다.

## 시바파
시바파에서 시바는 파라브라흐만으로 간주되며, 특히 시바의 지고한 형태인 파라시바에서 그러하다. 시바 푸라나에 따르면, 시바는 니르구나와 사구나 속성을 모두 가진 유일한 신으로 묘사되어, 이슈바라라는 칭호에 합당한 유일한 존재가 된다.

## 샤크티파
샤크티파에서 아디 파라샤크티는 속성과 무속성을 모두 가진 파라브라흐만으로 간주되며, 또한 브라흐만의 에너지가 넘치는 상태, 즉 궁극적인 실재이다. 리그베다의 데비 수크탐과 스리 수크탐에 따르면, 그녀는 모든 창조의 자궁이다. 따라서 마하칼리의 별칭은 브라흐마마이(Brahmamayi)인데, 이는 "그녀의 본질은 브라흐만이다"를 의미한다. 트리데비는 아디 파라샤크티의 지고한 형태이다. 그녀의 영원한 거처는 마니드비파라고 불린다.
마르칸데야 푸라나는 열 개의 머리를 가진 칼리를 태어나지 않은 영원한 마하마리이자 락슈미로 묘사한다. 데비 바가바타 푸라나에서 네 팔을 가진 비슈누는 마하 칼리를 니르구나(Nirguna), 창조자이자 파괴자, 시작도 끝도 없는 존재로 묘사한다. 칼리카 쿨라사르바스와 탄트라의 칼리 사하스라나마 스토트라(Kalika Kulasarvasva Tantra)는 그녀가 지고하며(paramā) 진정으로 두르가, 슈루티, 스므리티, 마하락슈미, 사라스바티, 아트만, 비디아, 그리고 브라흐마비디아라고 명시한다. 마하니르바나 탄트라에서 그녀는 아디아(Adya) 또는 원초의 칼리라고 불리는데, 이는 모든 것의 기원, 보호자, 그리고 파괴자이다. 닐라 탄트라의 13장과 23장에서는 그녀가 모든 것의 원인, 가야트리, 파라메쉬바리, 락슈미, 마하마야, 전지전능하며 시바 자신에 의해 숭배받는 존재, 위대한 절대자(마하파라), 지고한 존재(파라마), 가장 높은 실재의 어머니(파라파람바) 그리고 아트만이라고 불린다.
데비아가마와 다양한 탄트라 샤스트라에서 마하칼리의 형태는 파라브라흐만(parabrahmasvarūpiṇī)으로 언급된다. 그녀는 또한 우주의 영혼, 파라마트만, 비자, 그리고 니르구나로 다양하게 언급된다.

### 설명주
1. ↑  vadanti tat tattva-vidas tattvam, yaj jnanam advayam brahmeti paramatmeti, bhagavan iti sabdyate
2. ↑  brahma-vid apnoti param, tad eshabhyukta, satyam jnanam anantam brahma
3. ↑  raso vai sa, rasam hy evayam labdhvanandi bhavati

### 참조주
1. ↑  Pratapaditya Pal; Stephen P. Huyler; John E. Cort;  외. (2016). 《Puja and Piety: Hindu, Jain, and Buddhist Art from the Indian Subcontinent》. University of California Press. 55–56쪽. ISBN 978-0-520-28847-8.
2. ↑  White 1970, 156쪽.
3. ↑  Monier Monier-Williams, A Sanskrit-English Dictionary: Etymologically and Philologically Arranged with Special Reference to Cognate Indo-European languages, Oxford University Press, Article on Para
4. ↑  James Lochtefeld, Brahman, The Illustrated Encyclopedia of Hinduism, Vol. 1: A–M, Rosen Publishing. ISBN 978-0823931798, page 122
5. 1 2  PT Raju (2006), Idealistic Thought of India, Routledge, ISBN 978-1406732627, page 426 and Conclusion chapter part XII
6. ↑  For dualism school of Hinduism, see: Francis X. Clooney (2010), Hindu God, Christian God: How Reason Helps Break Down the Boundaries between Religions, Oxford University Press, ISBN 978-0199738724, pages 51–58, 111–115;
For monist school of Hinduism, see: B Martinez-Bedard (2006), Types of Causes in Aristotle and Sankara, Thesis – Department of Religious Studies (Advisors: Kathryn McClymond and Sandra Dwyer), Georgia State University, pages 18–35
7. ↑  Stephen Philips (1998), Routledge Encyclopedia of Philosophy: Brahman to Derrida (Editor; Edward Craig), Routledge, ISBN 978-0415187077, pages 1–4
8. ↑  Michael Comans (2002), The Method of Early Advaita Vedānta, Motilal Banarsidass, ISBN 978-8120817227, pages 129–130, 216–231
9. ↑  Sullivan 2001, 148쪽.
10. ↑  Fisher 2012, 116쪽.
11. ↑  Malkovsky 1997, 541쪽.
12. 1 2 3 4  Deutsch 1973, 13쪽.
13. ↑  Deutsch 1973, 9–14쪽.
14. ↑  Deutsch 1973, 12쪽.
15. ↑  A.C. Bhaktivedanta Swami Prabhupāda (2021년 7월 13일). “Śrīmad Bhāgavatam 1.2.11”. 2016년 3월 13일에 원본 문서에서 보존된 문서.
16. ↑  Vishwananda, Paramahamsa Sri Swami (2017년 1월 12일). 《Shreemad Bhagavad Gita: The Song of Love》 (영어). Bhakti Marga Publications. 854쪽. ISBN 978-3-940381-70-5.
17. ↑  Ritajananda, Swami (2022년 7월 15일). 《The Practice Of Meditation》 (영어). Sri Ramakrishna Math. 89쪽.
18. ↑  Ganguli, Kisari Mohan (2024년 1월 24일). 《The Mahabharata of Khrisna-Dwaipayana Vyasa; XII. The Book of Peace Part Two: Vol. XII Part. 2》 (영어). BoD – Books on Demand. 610쪽. ISBN 978-3-385-32443-5.
19. ↑  Prabhupada, His Divine Grace A. C. Bhaktivedanta Swami (1972년 12월 31일). 《Srimad-Bhagavatam, Second Canto: The Cosmic Manifestation》 (영어). The Bhaktivedanta Book Trust. 700쪽. ISBN 978-91-7149-635-5.
20. ↑  Srinivasachari, P. N. (1943). 《The Philosophy Of Visistadvaita》. Osmania University, Digital Library Of India. The Adyar Library. 163쪽.
21. ↑  《Merging with Siva pocketbook》 (영어). Himalayan Academy Publications. 407쪽. ISBN 978-1-934145-11-1.
22. ↑  J.L.Shastri (1950). 《Siva Purana - English Translation - Part 1 of 4》. 62–63쪽.
23. ↑  Klostermaier, Klaus K. (2010년 3월 10일). 《Survey of Hinduism, A: Third Edition》 (영어). SUNY Press. ISBN 978-0-7914-8011-3.
24. ↑  Pargiter (1904), Canto XCII.
25. ↑  Vijñanananda (1921), Book 1 Chapter 9.
26. ↑  Kalika Kulasarvasva,  Kalika Sahasranama.
27. ↑  Avalon (1913a), Chapter 4.
28. ↑  Brihan Nila Tantram (1938), .
29. ↑  Avalon (1913b), .

## 참고 문헌
- Deutsch, Eliot (1973), 《Advaita Vedanta: A Philosophical Reconstruction》, University of Hawaii Press
- Fisher, Mary Pat (2012), 《Living Religions: A Brief Introduction》
- Malkovsky, B. (1997), “The Personhood of Samkara's" Para Brahma"”, 《The Journal of Religion》 77 (4): 541, doi:10.1086/490065, JSTOR 1206747, S2CID 170842690
- Sullivan, B.M. (2001), 《The A to Z of Hinduism》, Rowman & Littlefield, ISBN 8170945216
- White, C.S.J. (1970), “Krsna as Divine Child”, 《History of Religions》 10 (2): 156, doi:10.1086/462625, JSTOR 1061907, S2CID 162216194